# Dąbie (powiat sandomierski)
Dąbie – wieś sołecka w Polsce położona w województwie świętokrzyskim, w powiecie sandomierskim, w gminie Zawichost.
W latach 1975–1998 miejscowość należała administracyjnie do województwa tarnobrzeskiego.

## Historia
Dąbie w wieku XIX opisane jako: wieś w powiecie opatowskim, gminie i parafii Czyżów, stacja pocztowa w Ożarowie, odległa 33 wiorst od Opatowa. W roku 1883 było 321 mórg roli włościańskiej 20 domów 160 mieszkańców. W 1827 we wsi było 16 domów i 110 mieszkańców